# Mychajło Korda
Mychajło Mychajłowycz Korda, ukr. Михайло Михайлович Корда (ur. 13 lutego 1965 w Weryń w rejonie mikołajowskim w obwodzie lwowskim) – ukraiński naukowiec w dziedzinie biochemii, doktor nauk medycznych (1998), profesor (2001), rektor Państwowego Uniwersytetu Medycznego imienia I.Ja. Horbaczewskiego w Tarnopolu (od stycznia 2015).

## Życiorys

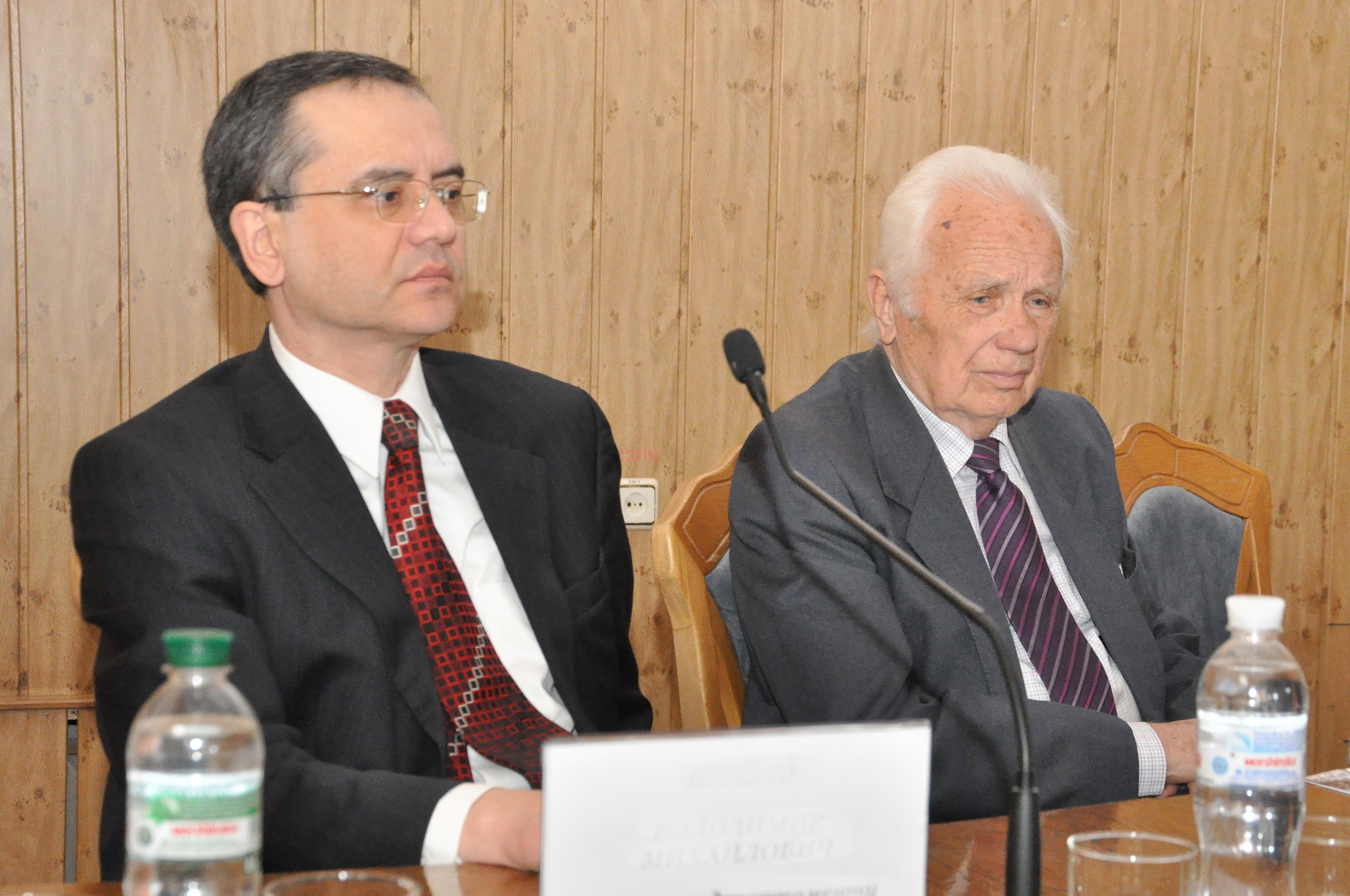
Doktorowie nauk medycznych Iwan Smijan i Mychajło Korda

Ukończył Tarnopolski Instytut Medyczny w 1988 roku. Od tego czasu pracuje na tej uczelni jako: asystent, starszy wykładowca katedry biochemii, docent, profesor katedry chemii medycznej (2001–2002), od września 2002 roku do sierpnia 2004 – kierownik tej katedry.
Od sierpnia 2007 roku – dziekan Wydziału Studentów Zagranicznych. 29 stycznia 2015 roku wybrany rektorem uczelni.

## Spuścizna naukowa
Po zakończeniu aspirantury 7 czerwca 1991 – na Specjalistycznej Radzie Naukowej Medycznego Instytutu we Lwowie obronił dysertację kandydacką na temat „Antytleniczny status organizmu przy ostrym toksycznym porażeniu wątroby i jego korekcja entersorbcją i antyoksydantami” pod kierunkiem profesora Jarosława Gońskiego.
We wrześniu 1995 roku przeszedł kursy Federacji Europejskich biochemicznych spółek w Rydze (Łotwa). W październiku tego roku przez miesiąc pracował w Instytucie biochemii w mieście Graz (Austria), przygotowując materiały do pracy habilitacyjnej, którą obronił w 1998 roku na specjalistycznej radzie naukowej Odeskiego państwowego uniwersytetu medycznego na temat „Naruszenie utleniających procesów i ochronnych systemów organizmu przy ostrym chemicznym porażeniu wątroby i możliwości jej korekcji”. Od 1988 roku – docent, od 2001 – profesor.
Od 27 lutego 2003 do 2 marca 2004 według programu wymiany „The Exchange Visitor Program” otrzymał zagraniczny wyjazd służbowy dla naukowo-badawczej pracy w katedrze chemii i biochemii Uniwersytetu Ohio (Stany Zjednoczone), gdzie miał możliwość mierzyć bezpośrednio intensywność utworzenia NO w gepatocytach za pomocą jonometrii, również EPR (elektro paramagnetycznego rezonansu), analizować komórki DNA. Również miał możliwość poznać właściwości wykładania biochemii na Uniwersytecie. Po zakończeniu terminu naukowej wymiany młodemu badaczowi zaproponowano pracować jako profesor katedry chemii i biochemii tej uczelni, gdzie pracował w ciągu czterech lat.
Bada patogenezę chemicznych uszkodzeń wątroby, mechanizmy modyfikacji lipoprotein o niskiej gęstości, rolę regulacyjną tlenku azotu w organizmie i inne.

## Dorobek naukowy
Autor i współautor ponad 200 publikacji naukowych, edukacyjno-metodycznych przewodników i rekomendacji, blisko 10 patentów.
Redaktor naukowy i członek kolegium redakcyjnego szeregu naukowych edycji (monografii, zbiorników prac), w szczególności, zastępca głównego redaktora naukowo-praktycznego czasopisma „Medyczna edukacja”, naukowy konsultant czasopisma „Farmaceutyczne czasopismo”, redaktor naczelny czasopisma w języku angielskim „International Journal of Medicine and Medical Research” i innych.

## Nagrody
Odznaczony Gramotą Pochwalną i medalem Rządu Ukrainy w 2009 roku.
Tytuł "Zaslużony dla PSW" Państwowej Szkoły Wyższej im. Papieża Jana Pawła II w Białej Podlaskiej w 2016 roku.